# La comtessa de Hong Kong
La comtessa de Hong-Kong (títol original en anglès: A Countess from Hong Kong) és una pel·lícula britànica, la darrera dirigida per Charlie Chaplin, estrenada el 1967. Ha estat doblada al català.

## Argument
Ogden Mears és un ambaixador americà que descobreix, amagada a la seva cabina de vaixell, una comtessa russa. Vol anar als Estats Units. Mears s'enamorarà, però la seva dona l'espera a Hawai.

## Repartiment
- Marlon Brando: Ogden Mears
- Sophia Loren: Comtessa Natasha Alexandroff
- Tippi Hedren: Martha Mears
- Margaret Rutherford: miss Gaulswallow
- Sydney Chaplin: Harvey Crothers
- Géraldine Chaplin: una jove
- Patrick Cargill: Hudson
- Michael Medwin: John Felix
- Oliver Johnston: Clark
- Charlie Chaplin: el steward victima de mareig al paquebot
- Angela Scoular: una jove
- John Paul: el comandant
- Bill Nagy: Crawford
- Dilys Laye: la venedora de vestits
- Angela Pringle: la baronessa Kovanotchi
- Jenny Bridges: la Comtessa Okinov
- Burnell Tucker: el receptionista de l'hotel
- Leonard Trolley: el comissari de bord
- Len Lowe: l'electricista
- Jerome Epstein: el barman
- Ronald Rubin: un mariner
- Michael Spice: un mariner

## Al voltant de la pel·lícula
- Es tracta de l'última pel·lícula de Charlie Chaplin i de la seva única pel·lícula en color.
- La pel·lícula marca la tornada de Tippi Hedren en el cinema tres anys després de Marnie. En efecte, l'última gran rossa d'Alfred Hitchcock, havia recomprat el seu contracte al realitzador després d'haver-li fet insinuacions que van ser un calvari per a ella. Al començament, l'actriu tenia grans ambicions amb aquesta pel·lícula, fins que va descobrir el guió. Quan ella es va adonar que només tenia un paper curt, el de la dona divorciada de Marlon Brando, va demanar a Chaplin ampliar el seu paper. Encara que el realitzador ho va intentar, no ha pogut; la història té sobretot lloc en un vaixell, i el personatge d'Hedren puja a bord cap a la final de la pel·lícula. L'actriu ha acceptat finalment interpretar-lo i va declarar que havia estat un verdader plaer de treballar amb Chaplin. Com a L'opinió pública (1922), Chaplin no actuarà a la seva última pel·lícula; es conformarà amb una curta aparició encarnant un cambrer que treballa al vaixell i que té mareig.
- El tema de la pel·lícula, "This is my song", ha estat escrit per Chaplin i interpretat per Petula Clark
- La Comtessa d'Hong-Kong  va ser un fracàs en el moment de la seva estrena. Va ser reconegut diversos anys més tard com un dels millors Chaplin.[3]